# Guldsiska
Guldsiska (Spinus tristis) är en nordamerikansk fågel som tillhör familjen finkar. Den är flyttfågel med en utbredning från södra Kanada till North Carolina under häckningssäsongen och under vintern sträcker sig området från strax söder om Kanadas sydgräns ner till Mexiko. 
Guldsiskan är den enda arten i sin underfamilj som genomgår två  ruggningar om året. Den uppvisar könsdimorfism i färgningen: hanen är livfullt gul på sommaren och olivfärgad under vintermånaderna, medan honan har en blekt gulbrun färgton som bara blir något ljusare under sommaren. Hanen uppvisar en lysande fjäderdräkt under häckningssäsongen för att locka till sig en hona. 
Guldsiskan är fröätare och anpassad för att äta från fröställningar. Den har en konisk näbb för att plocka frön och rörliga fötter som vigt kan gripa fast i fröställningarna när den äter. Den är en sällskaplig fågel som samlas i stora flockar, både när den äter och när den flyttar. Fågeln kan bete sig territoriellt under bobyggandet, men detta aggressiva beteende är kortvarigt. Häckningssäsongen är kopplad till födotillgångens höjdpunkt, som börjar i slutet av juli, vilket är relativt sent på året för en fink. Arten är i allmänhet monogam och häckar en gång per år. 
Mänsklig aktivitet har i allmänhet gynnat guldsiskan. Den påträffas ofta i bostadsområden, där den lockas av fågelbord och fröautomater som människor har ställt fram, vilket ökar dess överlevnadschanser i dessa områden. Den avskogning som utförs av människor leder också till öppna ängsområden, vilket är guldsiskans favorithabitat.

## Utseende
Guldsiskan är en liten fink, 11–13 centimeter lång, med ett vingspann på 19–22 centimeter. Den väger 11–20 gram. Näbben är liten, konisk, och rosa under större delen av året, men blir hos båda könen lysande orange vid ruggningen på våren. Näbbens form och storlek är ett resultat av anpassning, för att underlätta plockning av frön från fröställningar av tistlar, solrosor och andra växter som utgör dess föda.
Som enda art inom underfamiljen Carduelinae ruggar guldsiskan två gånger om året. En partiell ruggning på våren då den ruggar kroppsfjädrarna och anlägger sin häckningsdräkt, och en komplett ruggning på hösten då även ving- och stjärtpennor ruggas. Fjäderdräktens könsdimorfism är särskilt tydlig efter vårruggningen, då hanens lysande häckningsdräkt ska fungera som ett lockbete för att attrahera en partner. Hos alla andra arter inom familjen som enbart genomgår en ruggning på hösten framträder häckningsdräkten istället genom att topparna på fjädrarna gradvis slits ned. Grundfärgen på ovansidan av stjärten och vingarna är mörkt olivgröna hos honan och svarta hos hanen,  med stora vita ränder på vingarna och vita fjädrar vid kanterna av den korta, hackförsedda stjärten.
När vårruggningen är genomförd är hanens fjäderdräkt starkt lysande citrongul, en färg som består av karotenoida pigment från växtämnen i dess föda, med en markant kolsvart hjässfläck och vit gump som är synlig under flykten.
Honan är olivgul, med en gul haklapp. Efter höstruggningen ersätts de klarlysande sommarfjädrarna med mattare fjäderdräkt. Guldsiskan blir mattgul undertill och olivbrun ovan, med blekgult ansikte och haklapp. Höstdräkten är nästan identisk för båda könen. De enda markeringar som skiljer könen är de gula skulderfläckarna på hanen. I vissa vinterutbredningar förlorar guldsiskorna alla spår av gult och får en övervägande mellanbrun-grå färg med en olivfärgad ton som blir tydlig endast vid nära påseende.  
Ungfågeln har annan färgning än den adulta under sin första höst och vinter. Ryggen är matt brun och undersidan är blekt gul. Skuldrorna och stjärten är matt svarta med mattgula, snarare än vita, markeringar på vingar och gump. Denna färgning är likadan hos båda könen.

## Läte
Guldsiskans sång är en serie musikaliska drillar och kvittranden, ofta med en lång ton. I flykten ropar den ofta ett tsee-tsi-tsi-tsit. Detta kan även beskrivas som per-chic-o-ree. När honan ruvar sina ägg kallar hon på sin återvändande hane med ett mjukt ihållande tiitiitiitiite. Ungfåglarna börjar använda ett läte  chick-kee eller chick-wee kort innan de blir flygfärdiga, och använder detta tills de har lämnat boet helt. Det finns två försvarsrop som utförs av adulta fåglar under häckningen: ett sweeet som utförs för att kalla in andra guldsiskor till boet och distrahera rovdjur, och ett bearbee som används för att signalera till ungarna att de ska hålla sig tysta och krypa ihop i boet (för att bli svårare att upptäcka).

## Utbredning och biotop

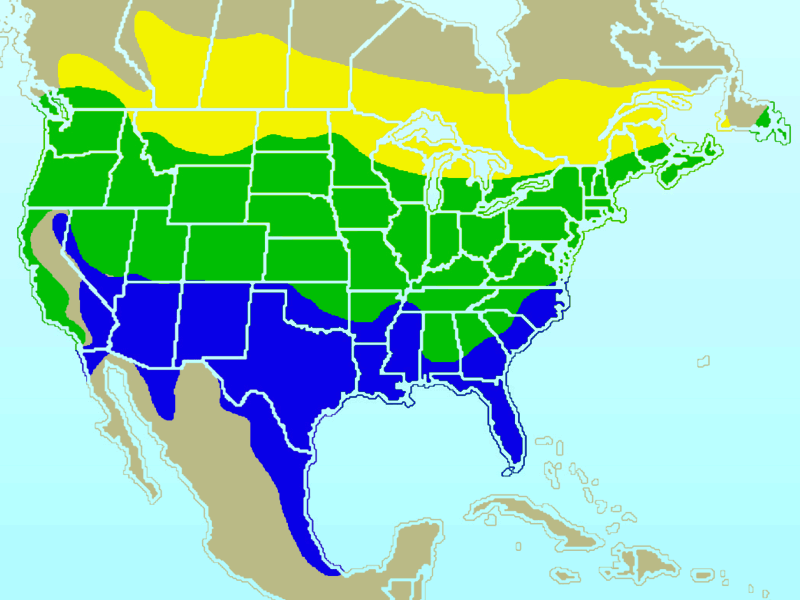
Ungefärlig utbredningskarta för guldsiska.
Häckningsområde
Utbredningsområde året runt
Vinterkvarter

Guldsiskan föredrar öppna landskap där ogräs frodas, såsom åkrar, ängar och flodslätter, liksom vägrenar och trädgårdar. Den kan också påträffas i öppna löv- och strandskogar och områden med sekundärskog. Denna habitatpreferens fortsätter under flyttningarna på våren och hösten.
Häckningsutbredningen på sommaren sträcker sig över Nordamerika från kust till kust. Den avgränsas i norr av Saskatchewan och sträcker sig söderut över Nordamerika till North Carolina på östkusten, och norra Kalifornien på västkusten. Guldsiskan är en kortflyttare som flyttar söderut som en reaktion på kallare väderlek och minskad tillgång på föda. Flyttningen genomförs i kompakta flockar, som färdas i ett oregelbundet, vågliknande mönster.
Vinterutbredningen innefattar södra Kanada och sträcker sig söderut genom USA till delar av Mexiko. På vintern kan fågeln i den norra delen av utbredningsområdet flytta närmare fågelhus om sådana finns tillgängliga. I den södra delen av utbredningsområdet stannar de inom områden som liknar de åkrar och flodslätter där de lever på sommarmånaderna.

## Taxonomi
Guldsiskan var en av de många arter som ursprungligen beskrevs av Carl von Linné i verket Systema Naturae. Den tillhör familjen finkar som i sin tur antingen delas upp i underfamiljer eller släktgrupper (tribus) där man placerar guldsiskan i underfamiljen Carduelinae eller tribus Carduelini. Den inbegreps först i släktet Spinus, en grupp som omfattade Nya Världens, och Gamla världens siskor, men 1976 infogades Spinus i släktet Carduelis som ett undersläkte. Den har även tidigare placerats i släktet Astragalinus tillsammans med sina två närmaste släktingar småsiska (S. psaltria) och kaliforniensiska (S. lawrencei).
På senare tid har guldsiskan med släktingar återigen brutits ut till släktet Spinus då det visat sig att Carduelis varit parafyletiskt gentemot exempelvis Loxia. I Spinus ingår förutom övriga amerikanska siskor även grönsiskan och himalayasiskan, den senare tidigare placerad i släktet Serinus.
Det vetenskapliga släktesnamnet Spinus kommer av en oidentifierad fågel nämnd av  Aristophanes, Dionysius, Hesychius och andra, ofta behandlad som en fink. Artepitetet tristis betyder 'sorgsen' på latin.
Guldsiskan brukar delas upp i fyra underarter:
- S. t. tristis är den vanligaste underarten. Dess utbredning sommartid är från södra Kanada till Colorado, och österut till North Carolina och South Carolina. Dess vinterutbredning är från södra Kanada söderut till Florida och centrala Mexiko.[19]

- S. t. pallidus skiljer sig från andra underarter genom sin blekare kroppsfärg, starkare vita markeringar och, hos hanar, en större svart hjässfläck. C. t. pallidus är något större än C. t. tristis. Sommarutbredningen är från British Columbia till västra Ontario, söderut till Colorado och västerut till Oregon. På vintern sträcker sig utbredningsområdet från södra Kanada och norra Kalifornien söderut till Mexiko.[19]

- S. t. jewetti är mindre och mörkare än de andra underarterna. Den förekommer på Kaskadbergens kustsluttning från södra British Columbia till centrala Kalifornien, och överlappar med C. t. pallidus utbredningsområde.[19]

- S. t. salicamans förekommer väster om bergskedjan Sierra Nevada under sommaren och i södra och centrala Baja California till Mojaveöknen och Coloradoöknen på vintern. På vintern är båda könens fjäderdräkt brunare än hos andra underarter, och på sommaren är hanens svarta hjässfläck mindre än hos andra underarter.[19]

## Beteende

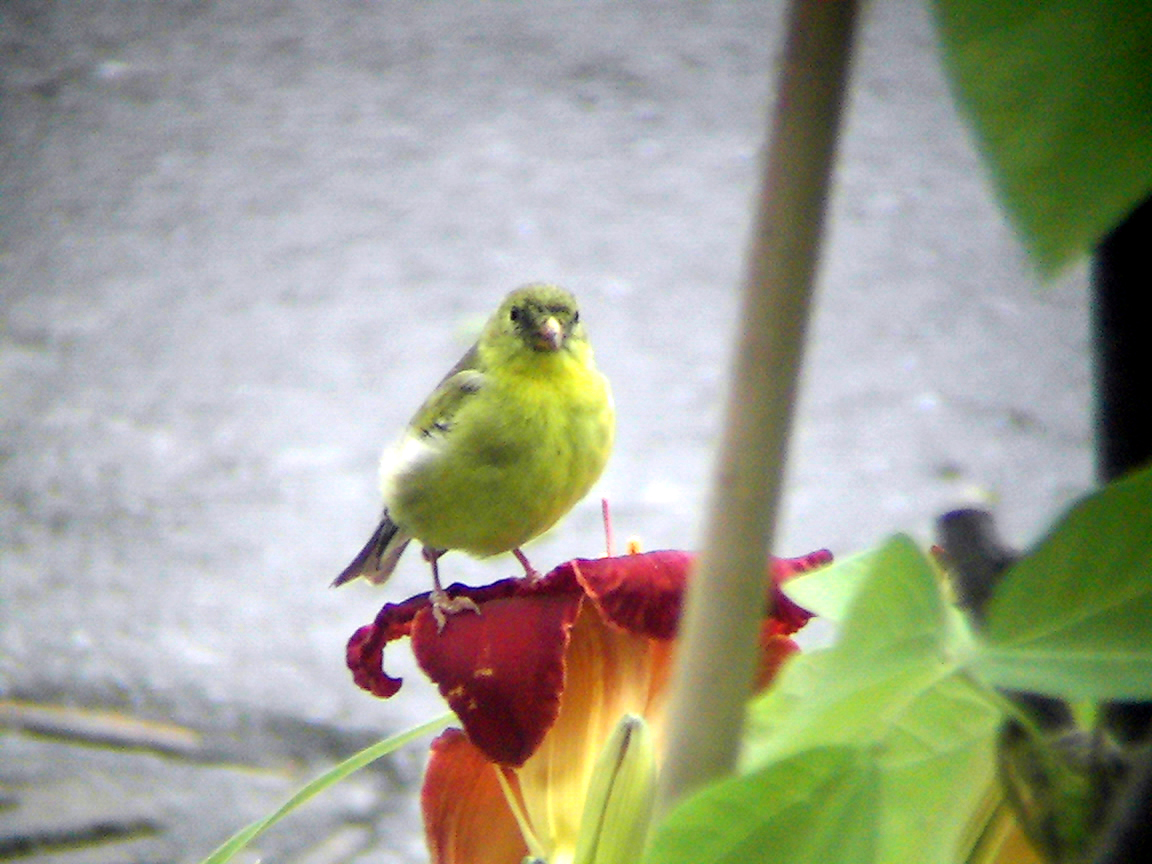
Hona i sommardräkt.

Guldsiskan är sällskaplig utanför häckningssäsongen och återfinns då ofta i stora flockar, vanligen tillsammans med andra finkarter. Flockarna flyger i allmänhet i ett böljande mönster som skapar en vågformig väg. Under häckningssäsongen lever den i lösliga kolonier. Under bobygget beter sig hanen aggressivt mot andra hanar som inkräktar på hans revir och driver bort dem. Honan reagerar på samma sätt gentemot andra honor. Denna aggressivitet tynar bort när äggen är lagda.
Guldsiskan beter sig inte aggressivt mot predatorer inom dess revir, utan dess enda reaktion är att utstöta ett varningsläte. Bland predatorerna finns ormar, mårddjur, ekorrar och blåskrikor, som kan förstöra ägg eller döda ungar, och hökar och katter, som utgör ett hot mot både ungfåglar och adulta fåglar. 

### Föda
Guldsiskan är dagaktiv. Den äter till största delen frön, men kan emellanåt äta insekter som den matar sina ungar med för att ge dem protein. Dess föda består av frön från många olika sorters ettåriga växter, ofta från ogräs, gräs och träd, såsom tistlar, kardväddar, maskros, ambrosior, kungsljus, rosenskäror, haverrot, solros och alar. Den äter dock även trädknoppar, lönnsav och bär. Den äter vid fågelbord och fröautomater som ställs fram av människor, och föredrar då tistelfrön.
Till skillnad från vissa andra arter av finkar använder guldsiskan i stor utsträckning sina fötter när den äter. Den hänger då ofta från fröställningar för att kunna nå fröna lättare. På våren äter guldsiskan på hängen från björkar och alar, genom att dra upp ett hänge med näbben och använda sina tår till att hålla fast det mot grenen. Denna fingerfärdighet gör att den kan dra fördel av födokällor som är relativt svårtillgängliga för potentiella konkurrenter, vilket ökar dess överlevnadschanser.

### Häckning
Guldsiskan påbörjar sin häckningssäsong senare på året än någon annan fink. Detta kan ha att göra med den stora mängden frön under de sena sommarmånaderna, eftersom frön utgör större delen av dess föda.
Under uppvaktningstiden utförs flyguppvisningar och sång av hanarna, som påbörjar uppvaktningen i slutet av juli. Flyguppvisningarna inleds då hanen jagar honan, som flyger undan i zickzackartade mönster. Hanen kan signalera sin kvalitet och duglighet, både på kort sikt (aktuell kroppskondition) och lång sikt (gener), genom ornamentering (näbbfärg och fjäderdräkt). Om en hona godkänner hanen som partner flyger paret i vida cirklar medan hanen sjunger.
När en hane har hittat en partner väljer han ut ett revir och markerar dess gränser genom att sjunga medan han flyger från gren till gren. Efter att ha cirkulerat runt omkretsen utför han två flyguppvisningar. Först upprepar han en låg, horisontell flygning, sedan flyger han i en överdriven version av normal flygning, viker in sina vingar nära kroppen, störtar mot marken och fångar upp sig själv, sträcker ut vingarna och glider uppåt i en serie loopar. Två eller tre par kan samla ihop sina revir till en löslig koloni, möjligen som hjälp med försvar mot predatorer.

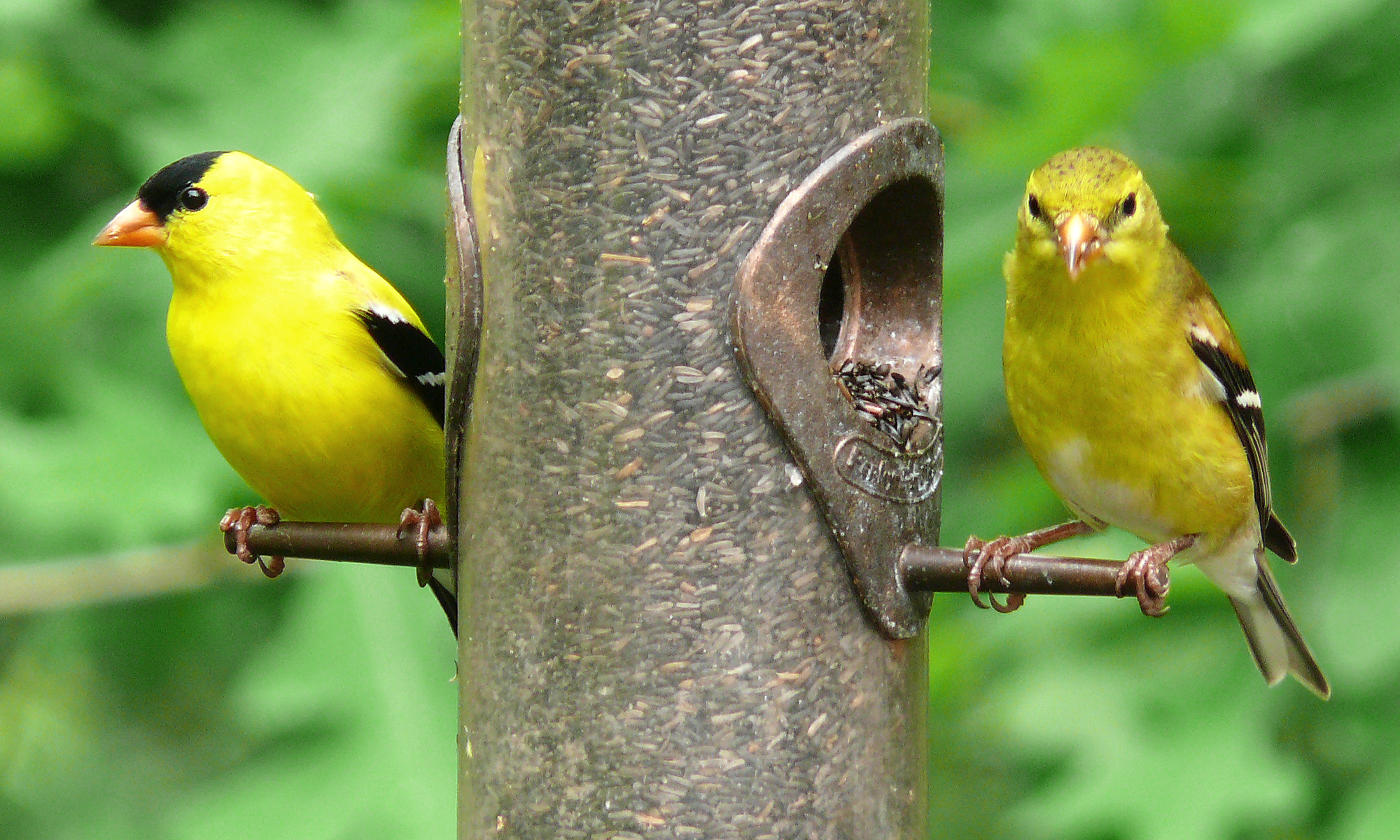
Hane (vänster) och hona (höger) vid en tistelfröautomat.

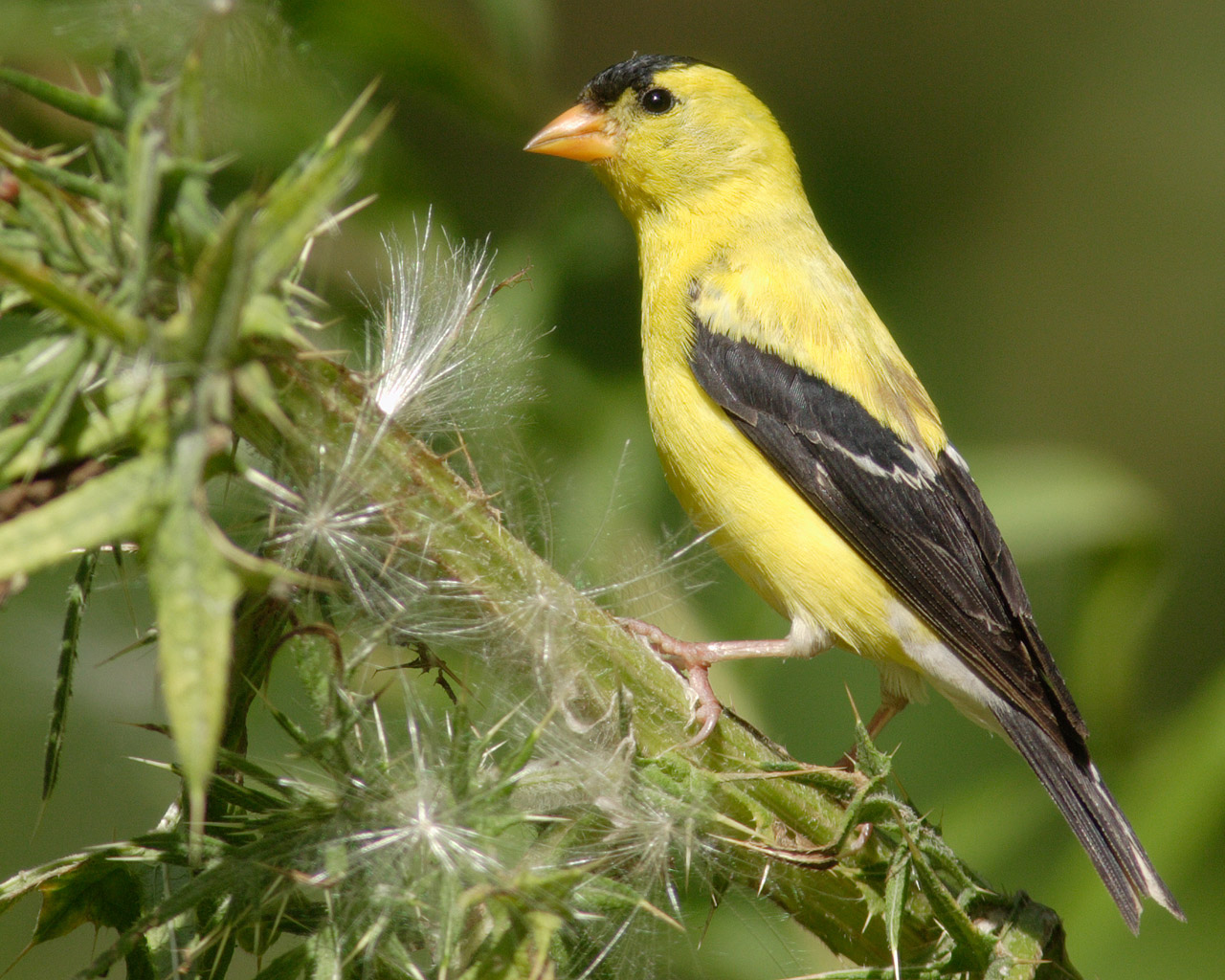
Hane som sitter på en tistelväxt.

Redet byggs i slutet av sommaren av honan i en lövbuske eller ett lövträd på upp till 10 meters höjd. Bobyggandet pågår i ungefär sex dagar. Under denna tid arbetar honorna i 10–40-minuterspass. Hanen flyger ofta tillsammans med honan när hon samlar bomaterial och kan bära en del material tillbaka till boet, men lämnar själva bygget till honan. Boets yttre skal är byggt av bark, ogräs, rankor och gräs. Det färdiga redets insidesdiameter är omkring 6,5 centimeter. Kanten är förstärkt med bark som binds med spindelnät och skalbaggssilke, och kupan är fodrad med växtdun från sidenörter, tistel eller kaveldun. Boet är vävt så tätt att det kan hålla vatten, och det kan hända att boungar drunknar efter häftiga regn om inte föräldrarna täcker över boet.
Guldsiskor lägger fyra till sex blåaktigt vita till grönaktigt blå ägg, som är ovala och ungefär 16 x 12 millimeter stora, ungefär som en jordnöts storlek. Det anses att äggen läggs på natten. Äggen ruvas av honan ensam, men hanen hämtar mat till henne under ruvningen. De flesta häckande par lägger bara en kull om året.
Ungarna kläcks 12–14 dagar efter att ruvningen har börjat. Liksom hos alla tättingar är ungarna bostannare. De föds nakna, med rödaktiga kroppar, blekgrå dun och slutna ögon. Modern matar sina ungar med uppstötta frön och insekter medan de växer. Ungarna utvecklas snabbt. De öppnar ögonen efter tre dagar och har fullt utväxt olivbrun juvenil fjäderdräkt efter 11–15 dagar, då de börjar öva att göra korta flygningar nära boet. I upp till tre veckor efter att de blivit flygfärdiga matas de fortfarande av hanen, som lokaliserar dem genom att lyssna efter deras rop. När ungarna har blivit helt självständiga slutar de att göra detta rop.
Guldsiskor blir ibland offer för häckningsparasiter, särskilt brunhuvad kostare (Molothrus ater). En undersökning visade att 9% av guldsiskebon hade ägg av brunhuvad kostare i sig. Guldsiskor är mycket dåliga värdar för häckningsparasiter. Undersökningar har visat att en liten andel av brunhuvade kostarars ägg kläcks och inga ungar blir flygfärdiga. Detta trots det faktum att guldsiskan inte har några kända beteendeanpassningar mot häckningsparasiter. Det förmodas att ungarna av brunhuvad kostare inte överlever på grund av att de inte får tillräcklig näring. Guldsiskans frörika diet skiljer sig från den vanliga insektsrika dieten hos andra värddjur.

## Förhållande till människor
Guldsiskan påträffas i bostadsområden över hela dess utbredningsområde. Tomtskådare lockar den med fröautomater som innehåller nigerfrö, eller genom att plantera gräser och perenner, såsom zinnior, rosenskäror, temyntor eller bolltistlar, vilka producerar fröställningar som uppskattas av finkar. Fastän det råder viss kontrovers kring fågelmatning har den ökade matningen på människors gårdar i allmänhet gynnat denna art.
Guldsiskan är inte hotad av mänsklig verksamhet, och är vanlig inom sitt utbredningsområde. Den avskogning som utförs av människor är skadlig för många arter, men har gynnat guldsiskan. Röjning i skogslandskap orsakar nedgång i antalet neotropiska flyttfåglar, men gynnar kortflyttare och stannfåglar. Detta gynnar guldsiskan dels som kortflyttare och även genom att de öppna områden som blir följden: bättre gynnar tillväxten av de ogräs, som producerar guldsiskans huvudsakliga föda.